# Olof Pålsson
Paul Olof Pålsson (i riksdagen kallad Pålsson i Söre), född 11 januari 1893 i Lits församling, Jämtlands län, död där 9 april 1975, var en svensk hemmansägare och centerpartistisk riksdagspolitiker.
Pålsson var ledamot av riksdagens första kammare från 1949, invald i Västernorrlands läns och Jämtlands läns valkrets.